# Brenha
Brenha is een plaats (freguesia) in de Portugese gemeente Figueira da Foz en telt 951 inwoners (2001).